# Vlag van Nazareth (België)
De vlag van Nazareth werd door de gemeenteraad op 7 november 1977 officieel vastgesteld als de gemeentelijke vlag van de Oost-Vlaamse gemeente Nazareth. Op 23 mei 1978 werd hij door het koninklijk besluit bevestigd en uiteindelijk gepubliceerd op 25 augustus 1978 in het officiële Belgisch Staatsblad.
Officieel wordt de vlag beschreven als:
Twee verticale banen, blauw aan de stok, de tweede baan wit, met bovenop in het midden, de afbeelding van het gemeentewapen.
De vlag van Nazareth, waarvan de tekening en de verhoudingen niet conform zijn met de andere gemeentevlaggen.
In 2025 is Nazareth samen met De Pinte opgegaan in de gemeente Nazareth-De Pinte. De vlag is daardoor als gemeentevlag komen te vervallen.

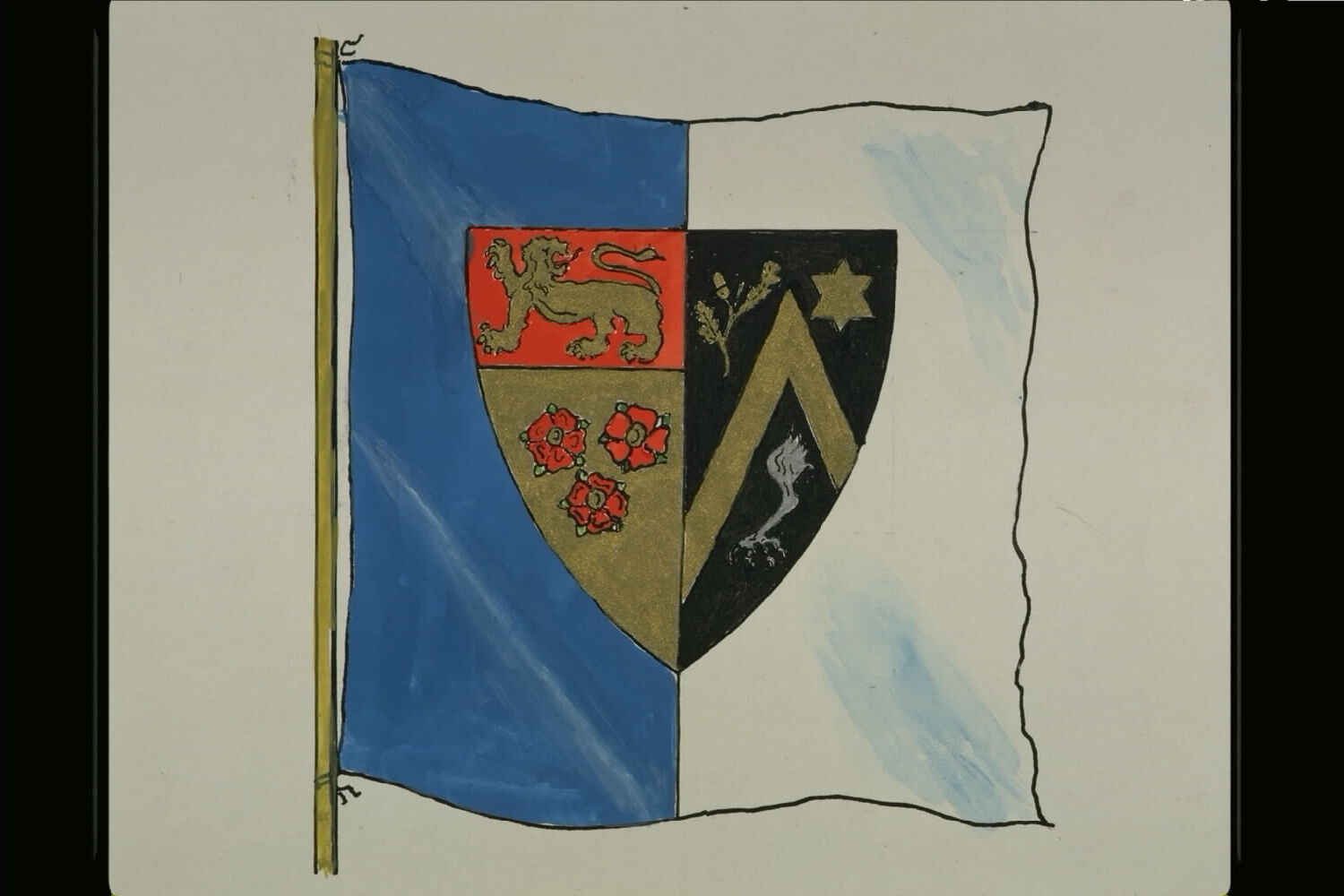
Officiële tekening van de vlag